# 庐山别墅
29°33′54″N 115°58′37″E / 29.56500°N 115.97694°E
庐山别墅是指位于中国江西省九江市境内的庐山上的别墅群，主要分布在牯岭的东谷和西谷，其中位于东谷的美庐别墅、中八路359号别墅、柏树路124号别墅、河东路176号别墅、河西路442号别墅已于1996年被列为全国重点文物保护单位。庐山别墅具有重要的建筑美学价值，并且“代表着西方文化侵入中国的大趋势”（胡适语），是庐山成为世界文化遗产的重要原因。

## 历史
庐山别墅始建于19世纪末，至今已有上百年的历史。主要建设于两个时期，一是19世纪末至抗日战争爆发前，二是20世纪50年代末到70年代初。
1895年，英国传教士李德立看中了牯岭，遂租地建房。九江租界乃至汉口等地的各国传教士、商人纷至沓来，在此建设别墅。到1935年共建成322幢（其中1900年前56幢，1900～1910年61幢，1910～1920年85幢，1920～1930年104幢，1930～1935年18幢）。这一阶段前期主要以外国传教士、商人建设为主后期以国民政府党政军要人建设为主。目前保护级别较高的别墅大多建设于这一阶段。
20世纪50年代末到70年代初，中國共產黨中央在庐山召开了三次大会，这一阶段又建设了大量的别墅。

## 形制
作为山地别墅，庐山别墅大多依山而建，为弥补地势的不平，常在地势低的一面架空，内作“地洞”，既可通风防潮又可储存杂物。墙体材料一般取用庐山石，并用水泥勾缝，少数使用青砖或雨淋板。屋顶多用铁皮瓦，并常漆成红色。屋面有单坡、两坡、尖顶、穹顶等多种形式。

## 列表
庐山上现共有别墅636幢，分属16个国家建筑风格（其中有中式259幢，美式185幢，英式125幢，德式17幢，瑞典式12幢，日式11幢，法式7幢，芬兰式3幢，挪威式3幢，其它还有丹麦、加拿大、俄国、葡萄牙、澳大利亚、瑞士等国）。曾有名人入住的别墅约有300幢。
庐山别墅大多没有名称，一般以所在的路和编号命名。
其中著名的别墅列表如下：
| 名称              | 别称                                             | 年代     | 地址                     | 坐标                                               | 保护级别             | 图片 | 备注                                              |
| ----------------- | ------------------------------------------------ | -------- | ------------------------ | -------------------------------------------------- | -------------------- | ---- | ------------------------------------------------- |
| 美庐别墅          |                                                  | 1903年   | 河东路180号              | 29°34′02″N 115°58′44″E / 29.56722°N 115.97889°E    | 全国重点文物保护单位 |      | 蒋中正、宋美龄、毛泽东曾入住                      |
| 中八路359号别墅   | 原美北长老会传教士文怀恩（威廉姆斯）别墅         | 1902年   | 中八路359号              | 29°33′38.5″N 115°58′27″E / 29.560694°N 115.97417°E | 全国重点文物保护单位 |      | 熊式辉、朱德曾入住                                |
| 柏树路124号别墅   | 原俄罗斯亚洲银行别墅                             | 1919年   | 柏树路124号              | 29°34′07″N 115°58′49″E / 29.56861°N 115.98028°E    | 全国重点文物保护单位 |      | 朱培德、刘少奇曾入住                              |
| 河东路176号别墅   | 原美国圣公会别墅                                 | 1896年   | 河东路176号              |                                                    | 全国重点文物保护单位 |      | 彭德怀曾入住                                      |
| 河西路442号别墅   | 原美国圣公会传教士舒美生（歇尔曼）别墅           | 1919年   | 河西路442号              |                                                    | 全国重点文物保护单位 |      | 周恩来曾入住                                      |
| 河东路175号别墅   | 原内地会、美北浸礼会传教士姚灵道（阿达姆斯）别墅 | 1896年   | 河东路175号              |                                                    | 全国重点文物保护单位 |      | 司徒雷登、毛泽东曾入住                            |
| 中四路286号别墅   | 原美国北长老会传教士柯德义（科齐南）别墅         | 1903年   | 中四路286号              |                                                    | 江西省文物保护单位   |      | 邓小平、董必武曾入住                              |
| 河南路602号别墅   | 松门别墅                                         | 1920年代 | 河南路602号              | 29°34′02″N 115°58′23.6″E / 29.56722°N 115.973222°E | 江西省文物保护单位   |      | 陈三立、陈隆恪、陈封怀故居                        |
| 河东路190号别墅   | 原芬兰教会联合会别墅                             | 1896年   | 河东路190号              |                                                    |                      |      | 戴笠、王世杰、翁文灏、邵力子、 贺龙、姚文元曾入住 |
| 中四路310号别墅   | 原美国赛珍珠别墅                                 | 1897年   | 中四路310号              |                                                    |                      |      | 赛兆祥、赛珍珠父女故居                            |
| 中五路303号别墅   | 原汪精卫别墅                                     | 1897年   | 中五路303号              |                                                    | 庐山文物保护单位     |      | 汪精卫、龙云曾入住                                |
| 中四路301号别墅   | 原丹麦别墅                                       | 1898年   | 中四路301号              |                                                    |                      |      |                                                   |
| 中八路365号别墅   | 原中国长沙海关别墅                               | 约1902年 | 中八路365号              |                                                    |                      |      | 刘伯承曾入住                                      |
| 中四路289号别墅   | 原日本别墅                                       | 约1902年 | 中四路289号              |                                                    |                      |      |                                                   |
| 上中路239号别墅   | 原捷克史贝金莱别墅                               | 约1905年 | 上中路239号              |                                                    |                      |      |                                                   |
| 鹿野山房          | 原林森别墅                                       | 1931年   | 黄龙423号                |                                                    |                      |      | 林森曾入住                                        |
| 莲谷路58号别墅    | 原葡萄牙阿里维拉别墅                             | 1923年   | 莲谷路58号               |                                                    |                      |      |                                                   |
| 大林路742号别墅   | 吴庐或吴楼                                       | 1929年   | 大林路742号              |                                                    | 庐山文物保护单位     |      | 吴鼎昌故居                                        |
| 崇雅楼            | 原李烈钧别墅                                     | 1930年   | 大林沟路1199号           |                                                    | 庐山文物保护单位     |      | 李烈钧故居                                        |
| 芦林别墅          | “芦林一号”， 1984年改为庐山博物馆                | 1961年   |                          |                                                    | 江西省文物保护单位   |      | 毛泽东曾入住                                      |
| 中四路304号别墅   | 原林彪别墅                                       | 1969年   | 中四路304号              |                                                    |                      |      | 林彪曾入住                                        |
| 281号李德立展览馆 | 李德立展览馆、牯岭租借地博物馆                   |          | 河西路281号、香山路479号 |                                                    |                      |      | 李德立曾入住                                      |
| 282号传教士别墅   | 都约翰陈列室                                     |          | 282号                    |                                                    |                      |      | 都约翰曾入住                                      |
| 307号军官别墅     | 原军官别墅                                       |          | 307号                    |                                                    |                      |      | 薛岳曾入住                                        |
| 静庐              | 原方本仁别墅                                     |          | 568号                    |                                                    |                      |      | 方本仁曾入住                                      |